# Győrsövényház
Győrsövényház [ďérševéňház] je obec v Maďarsku v župě Győr-Moson-Sopron, spadající pod okres Győr. Nachází se asi 5 km jihozápadně od Lébény, 17 km severovýchodně od Csorny a asi 23 km západně od Győru. V roce 2015 zde žilo 772 obyvatel. Dle údajů z roku 2011 tvoří 77,4 % obyvatelstva Maďaři, 4,6 % Němci a 0,2 % Rumuni, přičemž 22,4 % obyvatel se ke své národnosti nevyjádřilo.
První písemná zmínka o obci pochází z roku 1396. Nachází se zde katolický kostel svatého Jana Křtitele. V obci je křižovatka vedlejších silnic 8417 a 8503. Severně od Győrsövényházu protéká řeka Rábca.

## Sousední obce
| Růžice kompasu | Tárnokréti    | Lébény | Mosonszentmiklós | Růžice kompasu |
| Růžice kompasu |               | Sever  | Enese            | Růžice kompasu |
| Růžice kompasu | Győrsövényház |        | Enese            | Růžice kompasu |
| Růžice kompasu | Jih           |        | Enese            | Růžice kompasu |
| Růžice kompasu | Fehértó       | Kóny   | Bezi             | Růžice kompasu |